# Bläck

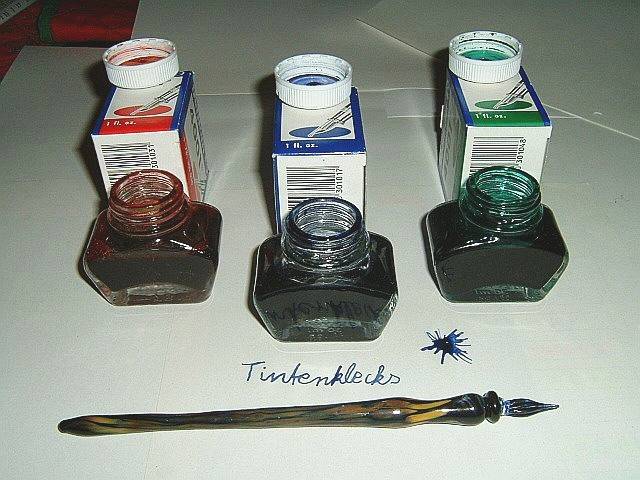
Rött, blått och grönt bläck.

Bläck är en färgad vätska som används vid skrivning. Bläck används bland annat i kulspetspennor, reservoarpennor och filtpennor.

## Historia
Det äldsta bläcket användes i Kina och Egypten redan 2600 f Kr. och framställdes då genom att en sot- och limblandning löstes i vatten. Ett mera beständigt bläck uppfanns på 200-talet f Kr.
Järngallusbläck har använts i Europa sedan medeltiden. Pigmentfärgat bläck förekom redan under romartiden, pigment var ockra eller lapis lazuli. Under 700-talet är bläcket ofta brunt eller rödaktigt, för att på 1100- och 1200-talet åter bli svart.
Då stålpennor kom i bruk vid mitten av 1800-talet krävdes nya bläcksorter, då många av de äldre recepten fick stålpennorna att korrodera, vanligen alizarinbläck med ett anilinfärgämne.

## Nutida bläck
Det finns två huvudtyper av bläck: dokumentariskt bläck och färgbläck.

### Dokumentariskt bläck
Dokumentariskt bläck av traditionell typ (järngallusbläck) är en lösning bestående av garvämnen, järnsalt, oorganisk syra och ett färgämne. Ett problem med järngallusbläck är att det med tiden försvagar det papper som bär skriften. På gamla handlingar (några hundra år) blir det hål i papperet när mitten av omringade områden faller bort, till exempel vid bokstaven O, siffran 8 etc. Är något skrivet på baksidan av papperet kan även annat än omringade områden bli svårtolkade kring ett hål i papperet. Detta oroar bland annat Riksarkivarien.
Modernt dokumentariskt bläck består huvudsakligen av gallussyra och ett tvåvärt järnsalt. Denna lösning är nästan färglös, färgen uppkommer först efter utskrift när lösningen oxiderar och då får en blå-svart färg. För att skriften ska synas väl redan under skrivningen tillsätts ett blått färgämne vid tillverkningen av bläcket. Denna typ av bläck har en utomordentlig hållbarhet och håller färgen i århundraden.
Det bläck som används i kulspetspennor är i regel också dokumentariskt men det framställs av syntetiska färgämnen och lösningsmedel (alkoholer eller glykoler).
Myndigheter och institutioner kräver ofta att blått bläck används vid underskrifter och ifyllnad av dokument för att försäkra sig om att dokumentet inte är en kopia. 

### Färgbläck
Färgbläck består av organiska färgämnen lösta i vatten. Färgbläck förenar sig inte med papperet som dokumentariskt bläck gör. Nackdelar med detta bläck är att:
- det inte är vattenfast: i fuktig omgivning flyter det ut, och kan fläcka dokumentets närliggande sidor. I svåra fall (till exempel utomhus i regnväder) kan skriften bli omöjlig att tolka
- somliga sorter bleks av långvarigt solljus; i svåra fall ända till osynlighet

### Osynligt bläck
Osynligt bläck framställs av metallsalter som löses i vatten. Bläcket ger en osynlig skrift som blir synlig först efter behandling med speciella vätskor, ljus eller värme.